# Giro d’Italia 1947
Der 30. Giro d’Italia fand vom 24. Mai bis 15. Juni 1947 statt. Das Radrennen bestand aus 19 Etappen mit einer Gesamtlänge von 3.843 Kilometern. Das Duell Bartali - Coppi prägte auch diesen Giro. Von 79 Startern erreichten 40 das Ziel.
Fausto Coppi errang den Giro-Sieg vor Gino Bartali. Die Bergwertung gewann Gino Bartali. Die Mannschaftswertung gewann das Team Welter.

## Gesamtwertung
1. Fausto Coppi,  Italien, in 115h55'07s
2. Gino Bartali,  Italien, 1'43s zurück
3. Giulio Bresci,  Italien, 5'54s zurück
4. Ezio Cecchi,  Italien, 15'01s zurück
5. Sylvère Maes,  Belgien, 15'06s zurück
6. Alfredo Martini,  Italien, 19'00s zurück
7. Mario Vicini,  Italien, 30'46s zurück
8. Salvatore Crippa,  Italien, 31'05s zurück
9. Fiorenzo Magni,  Italien, 34'07s zurück
10. Angelo Menon,  Italien, 35'49s zurück

## Etappen
| Etappe | von / nach                        | km  | Sieger                     | Führender             |
| ------ | --------------------------------- | --- | -------------------------- | --------------------- |
| 1.     | Mailand - Turin                   | 190 | Renzo Zanazzi Italien      | Renzo Zanazzi Italien |
| 2.     | Turin - Genua                     | 206 | Gino Bartali Italien       | Renzo Zanazzi Italien |
| 3.     | Genua - Reggio nell’Emilia        | 220 | Luciano Maggini Italien    | Renzo Zanazzi Italien |
| 4.     | Reggio nell’Emilia - Prato        | 190 | Fausto Coppi Italien       | Gino Bartali Italien  |
| 5.a    | Prato - Bagni de Casciana         | 84  | Luciano Maggini Italien    | Gino Bartali Italien  |
| 5.b    | Bagni de Casciana - Florenz       | 141 | Renzo Zanazzi Italien      | Gino Bartali Italien  |
| 6.     | Florenz - Perugia                 | 161 | Giordano Cottur Italien    | Gino Bartali Italien  |
| 7.     | Perugia - Rom                     | 240 | Oreste Conte Italien       | Gino Bartali Italien  |
| 8.     | Rom - Neapel                      | 231 | Fausto Coppi Italien       | Gino Bartali Italien  |
| 9.     | Neapel - Bari                     | 288 | Elio Bertocchi Italien     | Gino Bartali Italien  |
| 10.    | Bari - Foggia                     | 199 | Mario Ricci Italien        | Gino Bartali Italien  |
| 11.    | Foggia - Pescara                  | 223 | Oreste Conte Italien       | Gino Bartali Italien  |
| 12.    | Pescara - Cesenatico              | 267 | Giovanni Corrieri Italien  | Gino Bartali Italien  |
| 13.    | Cesenatico - Padua                | 175 | Antonio Bevilcaqua Italien | Gino Bartali Italien  |
| 14.    | Padua - Vittorio Veneto           | 132 | Adolfo Leoni Italien       | Gino Bartali Italien  |
| 15.    | Vittorio Veneto - Pieve di Cadore | 200 | Gino Bartali Italien       | Gino Bartali Italien  |
| 16.    | Pieve di Cadore - Trient          | 194 | Fausto Coppi Italien       | Fausto Coppi Italien  |
| 17.    | Trient - Brescia Sant’Eufemia     | 114 | Adolfo Leoni Italien       | Fausto Coppi Italien  |
| 18.    | Brescia Sant’Eufemia-Lugano       | 180 | Giulio Bresci Italien      | Fausto Coppi Italien  |
| 19.    | Lugano - Mailand                  | 278 | Adolfo Leoni Italien       | Fausto Coppi Italien  |

## Bergwertung
1. Gino Bartali  Italien
2. Fausto Coppi  Italien
3. Giulio Bresci  Italien